# Puppenwagen

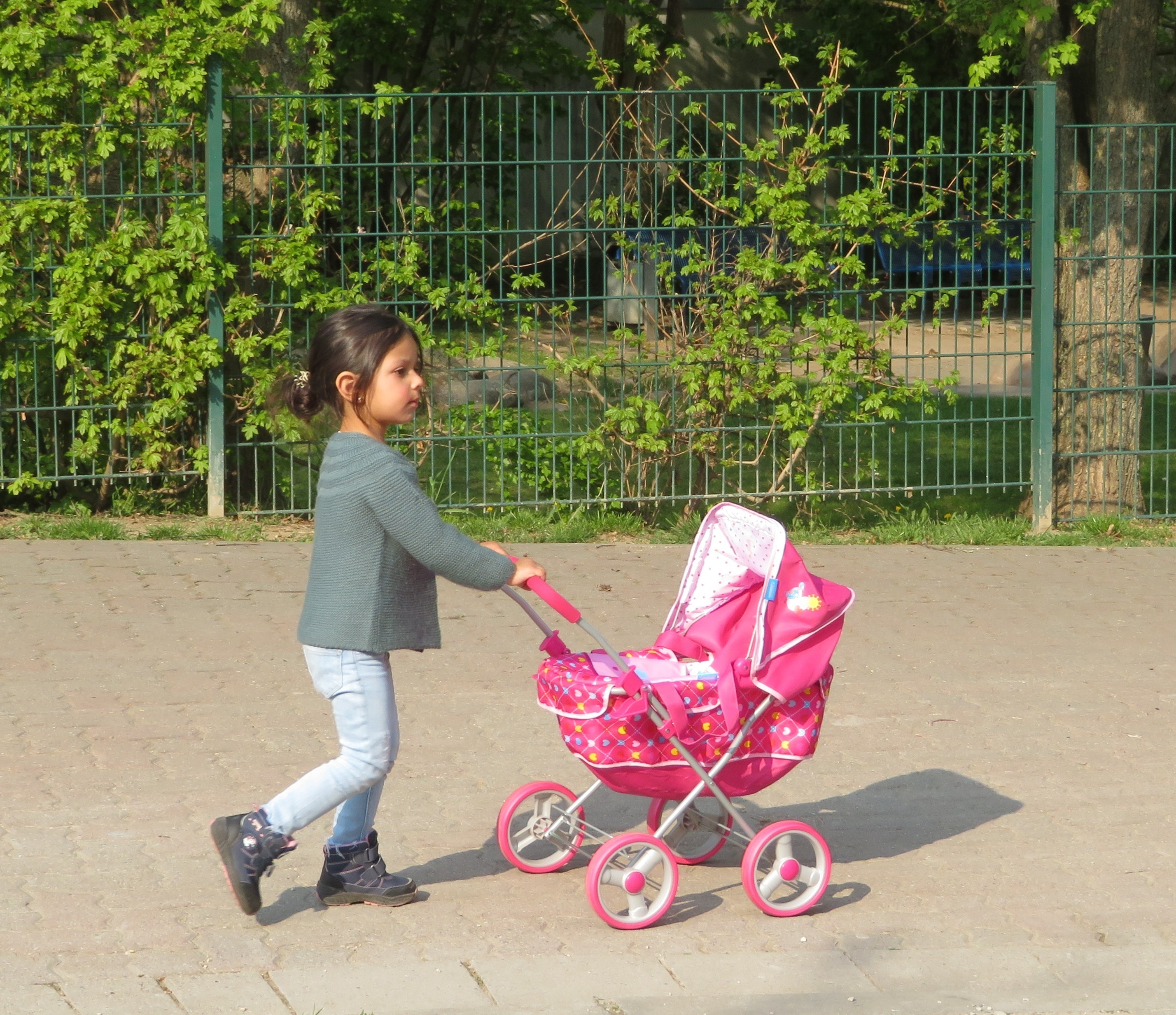
Mädchen spaziert mit einem modernen Puppenwagen

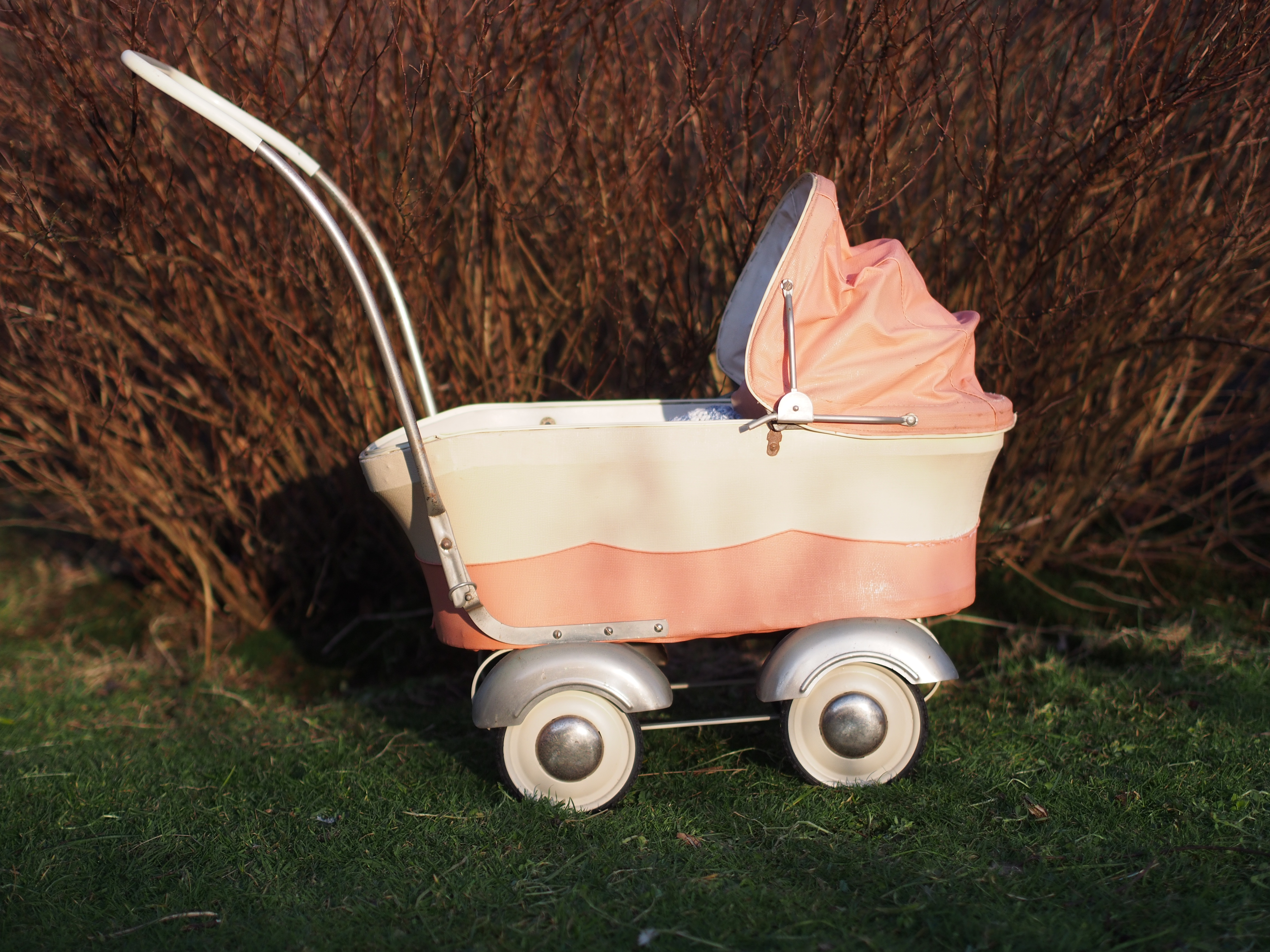
Puppenwagen aus den 1960er Jahren

Der Puppenwagen ist ein Kinderspielzeug zum Transport sowie ein Schlaf- und Ruheplatz von Puppen. Ideengeber war der Stubenwagen für Säuglinge, dessen konventionelle Fertigung indes bald der Mode und Herstellung des 1880 in Großbritannien erfundenen Kinderwagens folgte. In den 1950er Jahren wurde in Westeuropa damit begonnen, von Kinderwagen-Modellen weitgehend exakte Puppenwagen-Kopien herzustellen, während der Stubenwagen unverändert weiter existiert und ebenfalls als Spielzeug erhalten blieb.
Ursprünglich waren Puppenwagen Nebenprodukte der Kinderwagenindustrie. Dabei orientierte sich der Puppenwagen aber gar nicht am Kinderwagen, sondern an seinem Vorläufer, dem Stubenwagen, der ebenfalls aus Großbritannien stammt und sich im frühen 19. Jahrhundert aus der Wiege entwickelte. Der Puppenwagen ist daher deutlich älter als der Kinderwagen, wenngleich in späteren Zeiten die Puppenwagen meist der Mode der Kinderwagen folgten.
Spätestens mit dem Aufkommen dieser Stubenwagen dürfte es auch die ersten Miniatur-Stubenwagen gegeben haben, die für die Puppe der Tochter des Hauses gedacht waren und ist davon auszugehen, dass Kinder oder Erwachsene mit dem Aufkommen des Kinderwagens und seiner Vorläufer bald auf die Idee kamen, für Puppen ebenfalls solche Wagen herzustellen.

## Entwicklung des Puppenwagens
In den 1950er Jahren wurde damit begonnen, in Kinderwagenfabriken auch exakt nachgebildete Puppenwagen herzustellen.
Deutsches Zentrum der Kinder- und Puppenwagenherstellung war Zeitz in Sachsen-Anhalt, wo 1846 die erste Kinderwagenfabrik gegründet wurde und wo es 1875 bereits 13 Kinderwagenfabriken gab, aus denen 1946 die VEB ZEKIWA (ZE-itzer KI-nder WA-genindustrie) hervorging. Dort wurden neben der Hauptproduktion von Kinderwagen jährlich bis zu 150.000 Puppenwagen hergestellt. Heute ist das Unternehmen privatisiert und die Produktion größtenteils ins Ausland verlegt. Es ist aber immer noch unter den Marktführern in der Herstellung von Kinder- und Puppenwagen. Ab August 1874 warb die Berliner Kinder-Spielwarenfabrik Söhlke im Kladderadatsch für „Kinderwagen zum Stoßen“.
Zunächst beherrschten aber die britischen „Prams“ den Markt. Diese englische Bezeichnung für Kinderwagen leitet sich von „Perambulator“ ab, womit Charles Burton seinen ersten Kinderwagen beschrieb und 1853 zum Patent anmeldete. Nur kurz danach begann Ernst Albert Naether in Zeitz mit der Fertigung erster gezogener Deichselwagen. Um 1870 wurde die Variante zum Schieben entwickelt.
Der Kinderwagenbau entwickelte sich rasch zu einem eigenen Industriezweig. Es entstanden zahlreiche Kinderwagen-Manufakturen im Raum Zeitz, das sich zum Zentrum des europäischen Kinderwagenbaus etablierte. Von hier aus wurde ganz Europa beliefert. Der Katalog der Firma Naether aus dem Jahr 1896 enthielt bereits über 100 Modelle. In den 1920er und 1930er Jahren entwickelte sich eine wirkliche Massenfabrikation von Kinderwagen zu erschwinglichen Preisen. Die hohen Räder schrumpften, tiefliegende Wagen wurden aus Korb, Holz oder Stahlblech produziert. Bis zum Zweiten Weltkrieg blieb der Raum Zeitz das Zentrum der deutschen Kinderwagen-Industrie. Nach dem Krieg formierte sich die Kinderwagenindustrie auch in Oberfranken. Betriebe, die vor dem Krieg die Zeitzer Industrie mit Körben beliefert hatten, gingen zur Fertigung eigener Kinderwagen über. Im 20. Jahrhundert war die Kinderwagenindustrie stark vom Automobilbau beeinflusst. So wiesen die Kinderwagen der 1950er Jahre oftmals Zierleisten und geschwungene Kotflügel auf.
Hersteller von Puppenwagen aus dieser Zeit sind die Firmen Hecker sowie Knorr in Michelau in Oberfranken. Heutzutage gibt es in Michelau noch die Firma Bayer Design die sowohl Puppenwagen als auch Puppen fertigt.
Michelau war früher die Wiege der deutschen Korbwarenindustrie, aus dieser Gegend sind viele Hersteller im Möbel-, Kinderwagen- und Puppenwagensegment entstanden.

## Modelle
Auch heute werden Puppenwagen und Kinderwagen oft zusammen in einem Unternehmen produziert. Somit orientieren sich die Puppenwagen an den aktuellen Kinderwagenmodellen und folgen deren jeweiliger Mode. Es gibt die verschiedensten Puppenwagen, ob nostalgischer Holzpuppenwagen, Korbpuppenwagen, Buggy, moderner Jogger oder umbaubares Kombimodell. Aber auch manche Puppenhersteller bieten im Sortiment des für ihre Puppen passenden Zubehörs Puppenwagen mit an.
Puppenwagen gibt es in kleinen und großen Ausführungen. Für jede Puppengröße findet sich ein passender Puppenwagen. Selbst für die Puppenkinder aus einem Puppenhaus gibt es Puppenwagen.
Die Puppenwagen sind oft bis in das kleinste Detail den Kinderwagen nachempfunden und verfügen über Klappverdeck, verstellbare Griffe, Einkaufsnetz, Sonnenschirm, Tragetasche, Fußsack für Sommer oder Winter und sind „selbstverständlich“ gefedert.